# 皮德比里亞
49°28′49″N 24°26′38″E / 49.48028°N 24.44389°E
皮德比里亞（烏克蘭語：Підбір'я），是烏克蘭西部的村莊，隸屬伊萬諾-弗蘭科夫斯克州的伊萬諾-弗蘭科夫斯克區。該村處於斯維爾日河畔，面積5平方公里，2001年人口249。